# نجلاء الأهواني
الدكتورة نجلاء أنور الأهوانى هي وزيرة مصرية سابقة، شغلت منصب وزيرة التعاون الدولي في وزارة إبراهيم محلب الثانية وهي أول حكومة في عهد الرئيس عبد الفتاح السيسي.
الأهواني كانت تشغل منصب المستشارة الاقتصادية للدكتور عصام شرف رئيس مجلس الوزراء الأسبق، وهي شخصية أكاديمية لها أبحاث عديدة في المجالات الاقتصادية. وتولت العديد من المناصب الأكاديمية فقد شغلت منصب المدير التنفيذي وكبير الاقتصاديين بالمركزي المصري للدراسات الاقتصادية، ومنصب مدير مركز الدراسات الأوربية بكلية الاقتصاد.
وشغلت الأهوانى أيضا مناصب استشارية في كل من غرفة التجارة الأمريكية في مصر، ومكتب منظمة العمل الدولية بالقاهرة، واللجنة الاقتصادية والاجتماعية لغرب آسيا، وتعد ثاني سيدة تتولى وزارة التعاون الدولي بعد الدكتورة فايزة أبو النجا.